# A Dolorosa Raiz do Micondó
A Dolorosa Raiz do Micondó est un recueil de poésie de la poétesse santoméenne Conceição Lima, publié en 2006 chez Caminho.
Il contient vingt-sept poèmes. Certains d'entre eux évoquent sa famille, comme São João da Vargem, ou les souffrances de ses ancêtres amenés contre leur volonté sur l'archipel africain et plus tard envoyés dans d'autres pays comme esclaves. L'ouvrage témoigne également de la violence que l'Afrique a connu au cours des siècles avec des poèmes tels que 1953 (en référence au massacre de Batepá), Jovani et Ignomínia (sur le génocide rwandais).